# Arne De Tremerie
Arne De Tremerie (Landegem, 14 ottobre 1992) è un attore belga.

## Biografia
Originario di Landegem, comune delle Fiandre Orientali, Arne De Tremerie si è diplomato al liceo artistico di Sint Lucas a Gand per poi iscriversi alla facoltà di Scienze politiche all'Università di Gand. Nel 2020 si laurea in recitazione al Conservatorio KASK Drama, presentando come tesi lo spettacolo Baby, scritto con la collega Eleonore Van.

### Carriera
Nel 2003 Arne De Tremerie interpreta uno dei sei Piccoli principi del un musical De kleine prins, scritto da Gene Bervoets e musicato da Alex Alex Callier, basato sul romanzo di Antoine de Saint-Exupéry. Successivamente viene scritturato in due ruoli minori nelle serie televisive De kavijaks e Zone Stad.
Nel 2012 arriva in semifinale alla decima stagione del quiz televisivo De Slimste Mens ter Wereld ("L'uomo più intelligente sulla terra"), condotta da Erik Van Looy. È stato il più giovane nonché primo concorrente fiammingo del programma. Lo stesso anno interpreta il protagonista del cortometraggio Verdwaald.
Arne De Tremerie ha recitato con Koen De Bouw in Caffè (2016) e nel thriller psicologico Bastaard (2019): in entrambi i casi interpretano l'uno il figlio dell'altro. Mentre nel primo film De Tremerie è Michael, giovane e scapestrato ragazzo padre, figlio di un disoccupato xenofobo, in Bastard presta il volto al giovane Robbie, primogenito di una famiglia che rimarrà sconvolta da un tragico evento.
Nel 2017 partecipa allo spettacolo teatrale Konijn met pruimen, diretto da Pauline Verminnen. La pièce rientra in un progetto mirato alla sensibilizzazione sui cambiamenti climatici e la sostenibilità ambientale, promosso dall'ong BOS+ e il teatro Laika.
Nel 2019 Arne De Tremerie entra nel cast dell'Aquila Grandi Speranze nel ruolo di un malvivente francese. L'anno successivo partecipa alla serie televisiva belga Black-out nei panni dell'attivista Ziggy Berkmoes.
Fra il 2019 e il 2021 recita con il collettivo Camping Sunset in Zomergasten, Happiness (Uitverkocht) e Ten oorlog I, II, III.
Nel 2020 viene scelto per Antigone in the Amazon, un progetto composto da un'esibizione teatrale diretta da Milo Rau, dalla rievocazione del Massacro di Eldorado do Carajás e da una video-installazione realizzate in collaborazione con il Movimento dos Trabalhadores Sem Terra (MST) e il collettivo NTGent. In Antigone in the Amazon Arne De Tremerie interpreta Emone, figlio di Creonte (Celso Frateschi) e amante di Antigone (Kay Sara); l'attore e drammaturgo brasiliano José Celso Martinez Corrêa (Zé Celso) interpreta Tiresia.
Nel 2021 De Tremerie è a teatro con Grief and Beauty, uno spettacolo sulla morte realizzato con Johan Leysen e l'ensemble NTGent, ancora una volta diretto da Milo Rau.

### L'esperienza musicale
Arne De Tremerie ha cantato nel gruppo Frøwst. Con il loro brano Laura sono arrivati in finale al Humo's Rock Rally 2016; nello stesso anno hanno vinto il Rockrace 2016. Tra i brani prodotti dalla band vi è la cover synth pop del singolo La isla bonita di Madonna.
Nel 2016 esegue un brano di Tom Soetaert, Charlie, contenuto nell'album Masterworks Vol. 5.
Dal 2017 canta e suona il sintetizzatore con gli Outer, gruppo alter ego del produttore Tom Soetaert, del quale esegue pubblicamente le composizioni.
Nel 2019 invece De Tremerie incide l'album Future plans per il produttore Transistorcake (Orson Wouters).

## Filmografia

### Cinema
- Caffè (film) regia di Cristiano Bortone (2016)
- Bastaard regia di Mathieu Mortelmans (2019)

### Televisione
- De kavijaks – 1 episodio (2006)
- Zone Stad  – 1 episodio, (2008)
- De Slimste Mens ter Wereld 2012 –  3 puntate (2012)
- L'Aquila Grandi Speranze regia di Marco Risi (2019)
- Black-out regia di Joël Vanhoebrouck – 4 episodi (2020-2021)

### Cortometraggi
- Verdwaald, regia di Xavier Van D'huynslager  (2012).

## Teatro
- De kleine prins  (2003)
- Het gaat over geluid (2015)
- Konijn met pruimen, regia di Pauline Verminnen (2017)
- Zomergasten, regia di Eleonore Van Godtsenhoven & Carine van Bruggen (2019)
- Anatomie van de Pijn, regia di Lies Pauwels (2020)
- No coincidence, no story, regia di Berten Vanderbruggen (2020)
- Happiness (Uitverkocht), regia di Todd Solondz (2020)
- Antigone in the Amazon, regia di Milo Rau (2020)
- Grief & Beauty, regia di Milo Rau (2021)
- Ten oorlog I, II, III (2021)

## Discografia

### Album
- Outer (2018)

- Future plans (2019)

### Raccolte
- Masterworks Vol. 5 (2016)

### Singoli

#### Con i Frøwst
- Sober (2016)
- Laura (2016)
- La isla bonita (cover) (2016)
- Cindy (2016)
- Wit her (2016)
- Hym N (2016)

#### Come alter ego di Tom Soetaert
- Charlie (2016)

#### Con gli Outer
- Eyja (2018)
- Slow it down (2019)
- Le mouvement de la valse (2019)
- Snowfox (2019)
- Imperfect Sketches (2020)